# سيدني بي. سيلفرمان
سيدني بي. سيلفرمان (بالإنجليزية: Sidney B. Silverman)‏ هو محامي أمريكي، ولد في 30 ديسمبر 1932 في بروكلين في الولايات المتحدة.